# Веремко, Сергей Николаевич
Серге́й Никола́евич Веремко́ (бел. Сяргей Мікалаевіч Верамко; род. 16 октября 1982, Минск) — белорусский футболист, вратарь; тренер вратарей футбольного клуба «Торпедо-БелАЗ». Выступал в национальной сборной Беларуси.

## Карьера

### Клубная
Воспитанник минских «Смены» и «Олимпии». Первый тренер — Владимир Ильич Заруцкий.
В январе 2011 года перешёл в клуб «Севастополь», подписав контракт на 2,5 года. Играл за основную команду.
22 июля 2011 года перешёл в самарские «Крылья Советов», подписав контракт на 3 года. Став основным вратарём клуба, 24 июля 2012 года продлил контракт до 2016 года.
9 июля 2014 года на правах аренды оформил переход в клуб «Уфа» на сезон 2014/15. Сначала был основным вратарём, однако потом уступил конкуренцию Давиду Юрченко и после появлялся на поле только в кубковых матчах. В июне 2015 года, после возвращения из аренды, разорвал контракт с «Крыльями Советов».
На протяжении трёх месяцев оставался без клуба, некоторое время поддерживал форму в составе «Минска». 28 августа 2015 года стал игроком греческого «Левадиакоса». Дебютировал за новую команду 28 октября 2015 года в матче за Кубок Греции, а 8 ноября сыграл в Суперлиге. В марте 2016 года получил травму. Впоследствии клуб решил не продлевать контракт с вратарём.
В мае 2016 года БАТЭ стал рассматривать возможность возвращения Веремко, как замену Сергею Чернику, интерес к которому стал проявлять французский «Нанси». 1 июля 2016 года, через два дня после перехода Черника, Веремко подписал контракт с борисовским клубом. Сначала был основным вратарём команды, однако позже уступил место молодым Артёму Сороко и Денису Щербицкому. В сезоне 2017 окончательно потерял место в основе, редко появляясь в качестве игрока ротации. 6 августа 2017 года после матча с «Минском» получил красную карточку и позже был дисквалифицирован на пять матчей. 23 сентября 2017 года по окончании пятиматчевой дисквалификации был заявлен на матч со «Слуцком» (6:0) и провёл его на скамейке запасных, однако при этом не оплатил наложенный одновременно с дисквалификацией штраф, до момента полной оплаты которого дисквалификация продолжалась. Поэтому сначала БАТЭ получил техническое поражение (0:3) в матче со «Слуцком», однако позже был возвращён первоначальный результат.
В январе 2018 года подписал контракт с «Минском» в качестве свободного агента. В составе столичной команды стал основным вратарём и капитаном. В январе 2019 года продлил соглашение с клубом. В декабре 2021 года расстался с «Минском».

### В сборной
В национальной сборной Беларуси дебютировал 2 февраля 2008 года на XVI международном турнире национальных сборных на Мальте в матче со сборной Исландии (2:0).

## Достижения

### Командные
«Арсенал»
- Серебряный призёр Первой лиги Украины: 2004/05

БАТЭ
- Чемпион Беларуси (5): 2008, 2009, 2010, 2016, 2017
- Обладатель Кубка Беларуси: 2009/10
- Обладатель Суперкубка Беларуси (2): 2010, 2017

Участник Лиги чемпионов 2008/09 и Лиги Европы сезонов 2009/10 и 2010/11 в составе БАТЭ.

### Личные
- Лучший вратарь чемпионата Беларуси (4): 2007, 2008, 2009, 2010